# NGC 5542
NGC 5542 ist eine 14,3 mag helle Spiralgalaxie vom Hubble-Typ Sa im Sternbild Bärenhüter am Nordsternhimmel. Sie ist schätzungsweise 348 Millionen Lichtjahre von der Milchstraße entfernt und hat einen Durchmesser von etwa 50.000 Lichtjahren.

Im selben Himmelsareal befinden sich u. a. die Galaxien NGC 5538, NGC 5543, NGC 5546, NGC 5549.
Das Objekt wurde am 6. März 1851 von Bindon Blood Stoney, einem Assistenten von William Parsons, entdeckt.